# ひ
En la escritura japonesa, los caracteres silábicos (o, con más propiedad, moraicos) ひ (hiragana) y ヒ (katakana) ocupan el 27º lugar en el sistema moderno de ordenación alfabética gojūon (五十音), entre は y ふ; y el 44.º en el poema iroha, entre ゑ y も. En la tabla a la derecha, que sigue el orden gojūon (por columnas, y de derecha a izquierda), se encuentra en la sexta columna (は行, "columna HA") y la segunda fila (い段, "fila I").
Tanto ひ como ヒ provienen del kanji 比.
Pueden llevar el signo diacrítico dakuten: び, ビ; así como el handakuten: ぴ, ピ.

## Romanización
Según los sistemas de romanización Hepburn, Kunrei-shiki y Nihon-shiki:
- ひ, ヒ se romanizan como "hi".
- び, ビ se romanizan como "bi".
- ぴ, ピ se romanizan como "pi".

## Escritura
| Escritura de ひ | Escritura de ヒ |

El carácter ひ se escribe con un solo trazo. Empieza con una línea horizontal corta, sigue con una curva parecida a una U ligeramente inclinada hacia la derecha y acaba en una línea diagonal hacia abajo a la derecha.
El carácter ヒ se escribe con dos trazos:
1. Trazo horizontal aunque ligeramente ascendente.
2. Trazo en forma de L aunque sin formar un pico anguloso. La parte vertical llega a tocar el primer trazo.

## Otras representaciones
- Sistema Braille:
| ●－ ●● |
- Alfabeto fonético: 「飛行機のヒ」 ("el hi de hikōki", donde hikōki significa avión).
- Código Morse: －－・・－

- Datos: Q40702
- Multimedia: ひ / Q40702